# Strate (géologie)
Pour les articles homonymes, voir Strate.

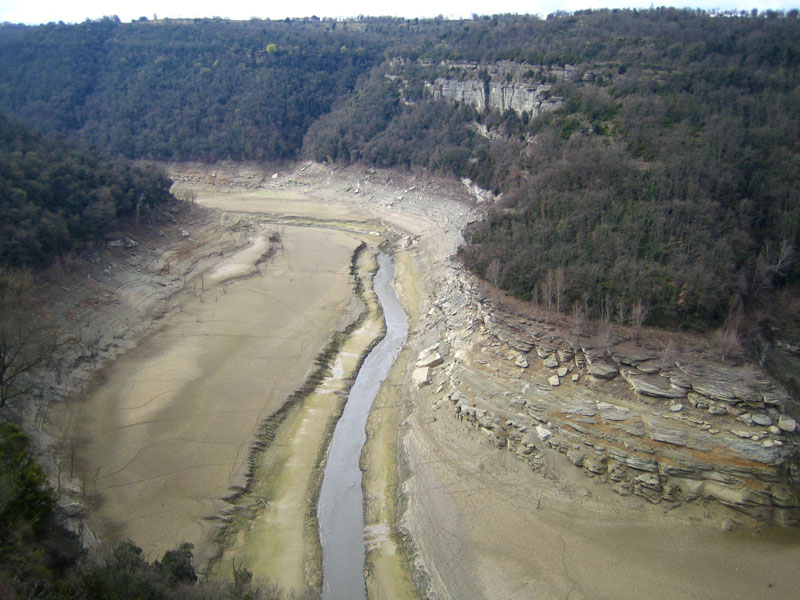
Les strates géologiques sont notamment mises en évidence par les processus d'érosion différentielle liée à la différence de dureté des matériaux (voir géomorphologie).

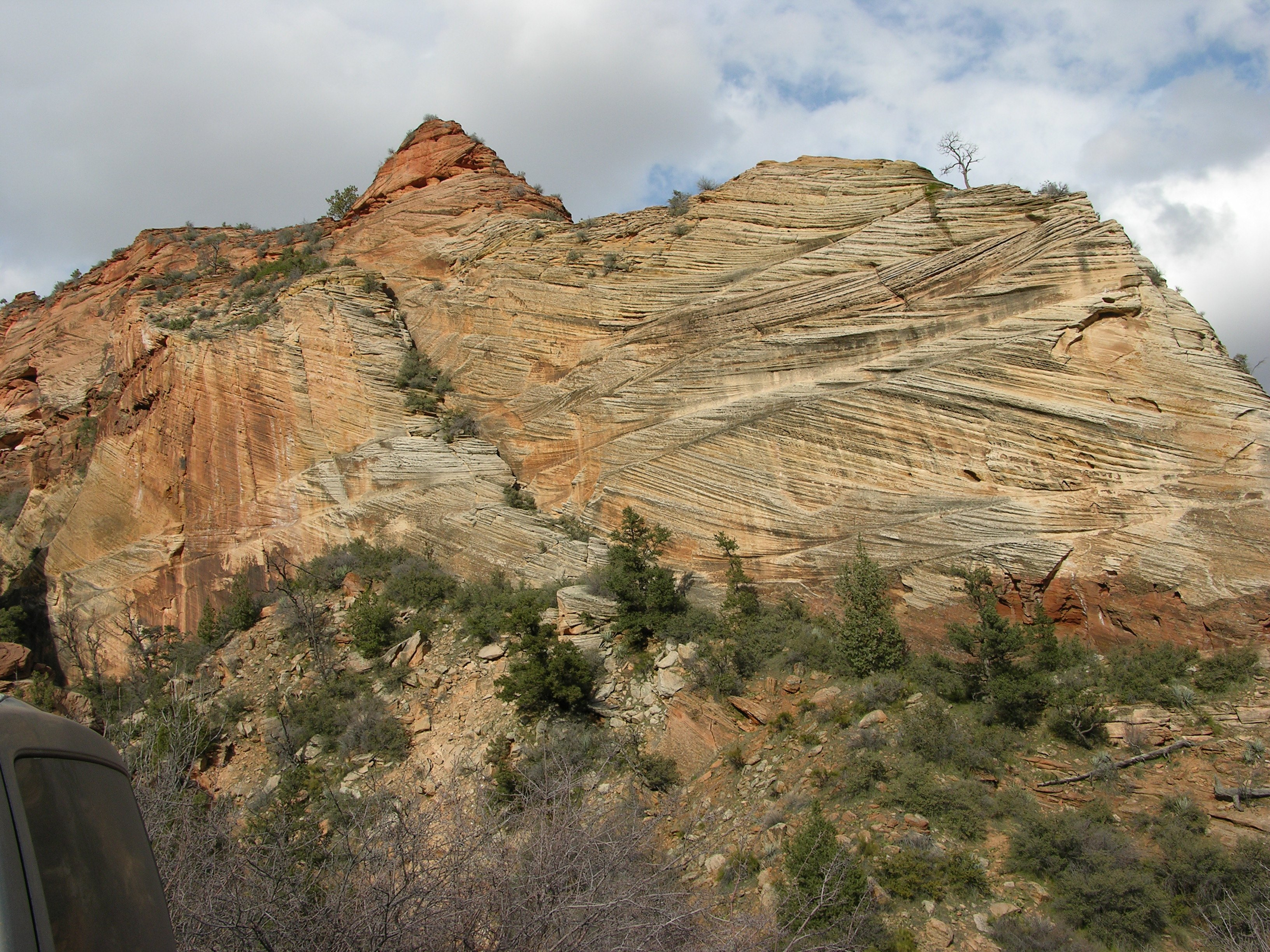
Des sables accumulés en dunes à stratification oblique ont été consolidés en grès.

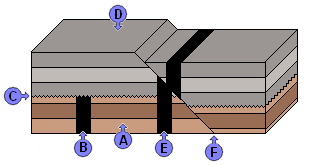
Bloc-diagramme illustrant le principe de recoupement : filon rectiligne (B) qui recoupe les strates des roches sédimentaires plus anciennes (A) mais est recoupé par une surface d'érosion postérieure (C) qui limite les strates des roches sédimentaires plus jeunes (D). Segmentation de filon (E) par une faille postérieure (F).

En géologie et dans les domaines proches (géomorphologie, pédologie, archéologie, paléontologie), une strate est une couche de roche voire de sol (horizon) - un terrain (au sens géologique) qui se distingue des autres par des caractéristiques propres (pétrographiques, minéralogiques, granulométriques, tectoniques, paléontologiques).
La stratification est un terme purement descriptif qui désigne la disposition des dépôts sédimentaires en couches distinctes (strates tabulaires ou lenticulaires).

## Définitions

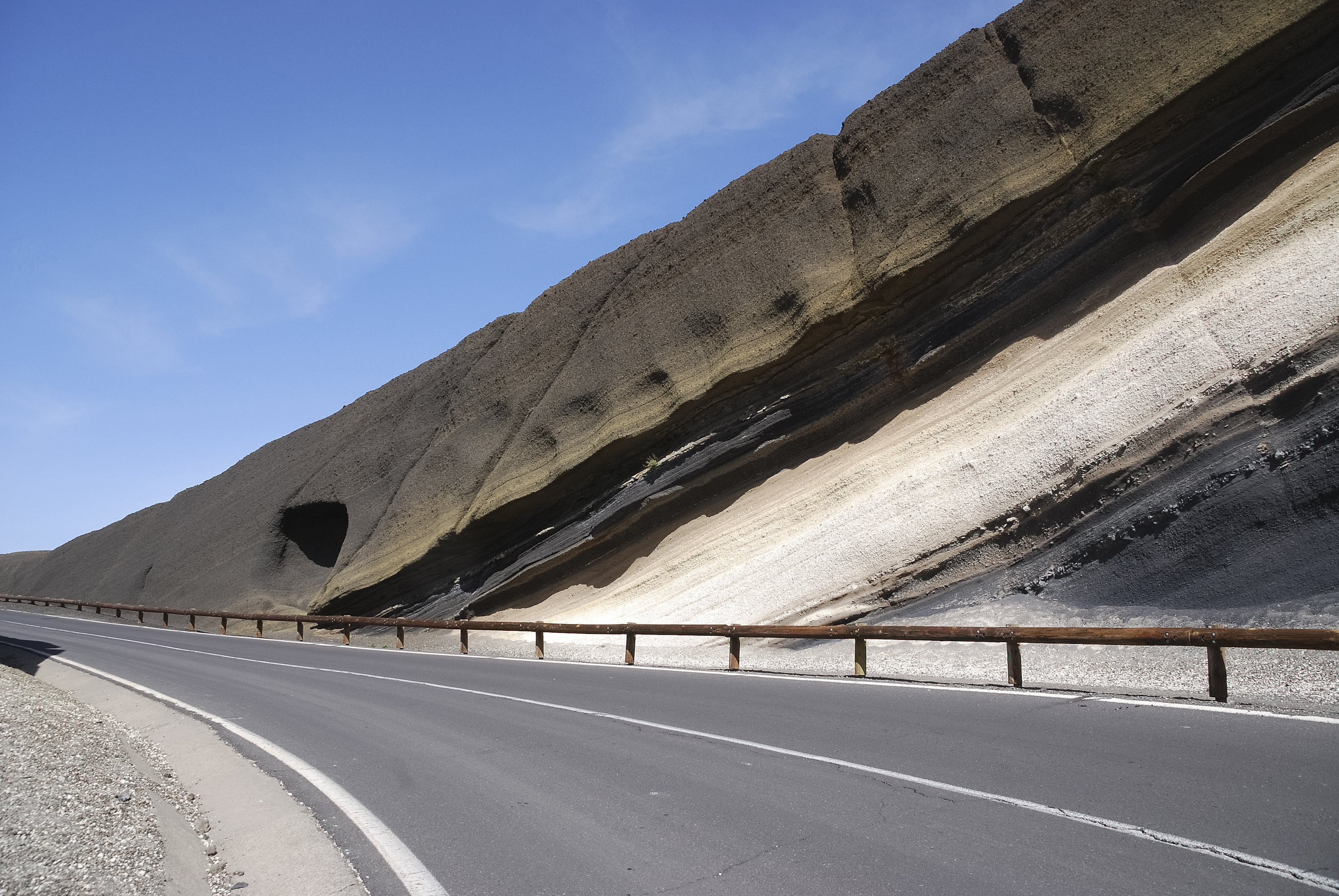
Strates de roche volcanique à Ténérife.

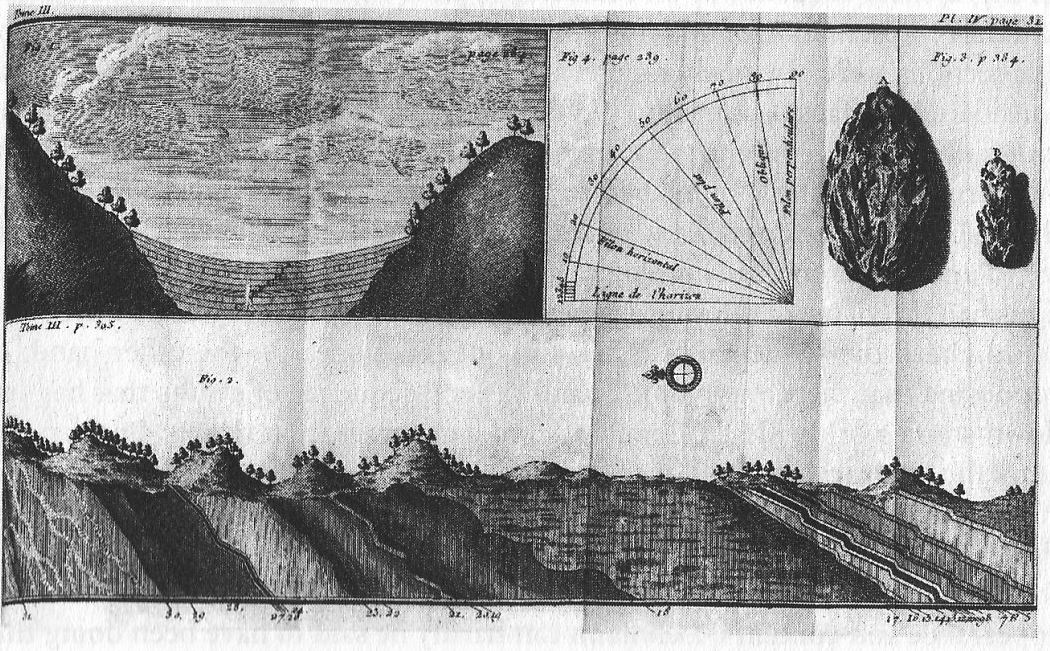
L'étude des strates du sous-sol est à la base des sciences géologiques (coupe géologique : strates du sous-sol de Thuringe, Allemagne, par Johann Gottlob Lehmann, 1759.

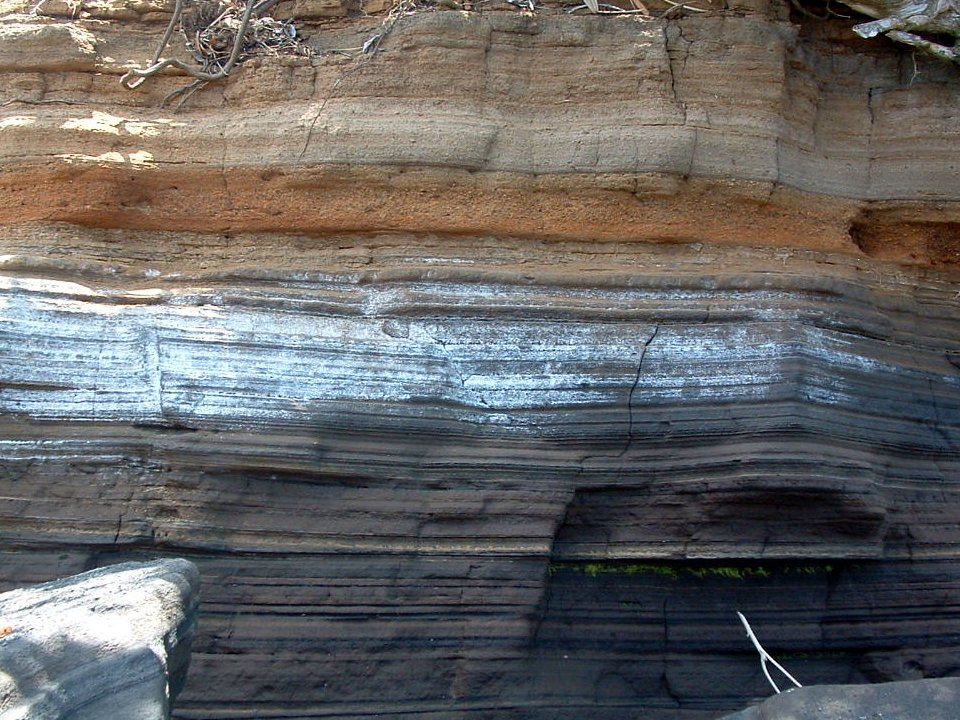
Falaise de Nosy Bé, Madagascar ; les couleurs renseignent le naturaliste sur la nature du matériau en première approche sur le terrain.

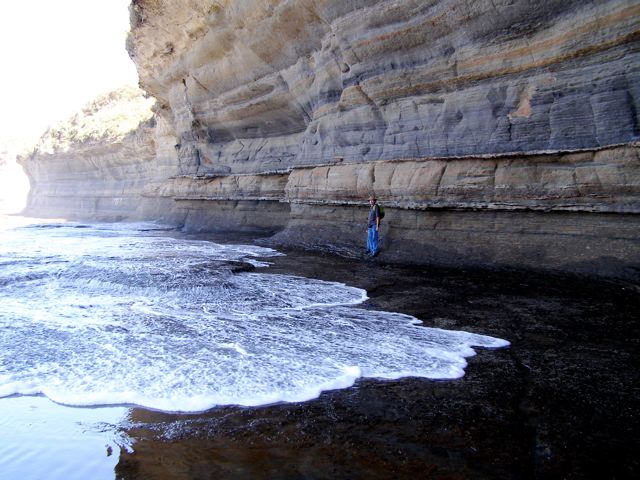
L'épaisseur des couches et de strates intermédiaires apportent notamment des informations déterminantes sur les paléoclimats, le mouvement des continents, les crises géologiques.

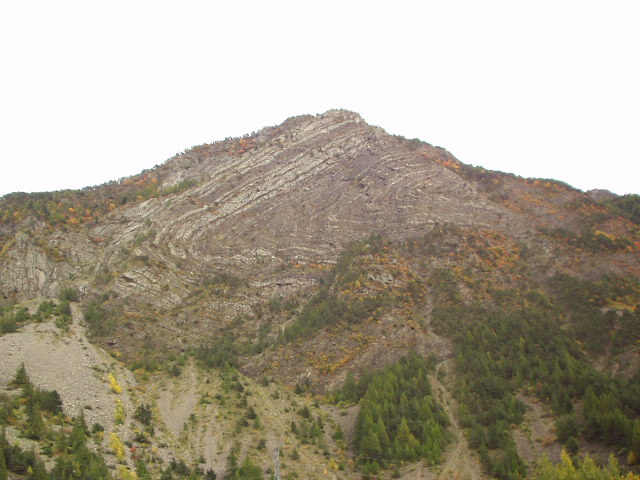
Les déformations des strates (pendage) et leur orientation renseignent sur la géotectonique autant que sur l'origine des roches (Alpes françaises).

- La couche ou strate géologique correspond à un ensemble sédimentaire plus ou moins homogène compris entre deux surfaces approximativement parallèles. Ces surfaces correspondent à des discontinuités, de rapides variations pétrographiques (faciès) permettant de définir un ensemble des terrains voisins.
- Dans le cas d'une roche plus dure, on utilise également banc (ex. : un banc calcaire correspondant à un calcaire récifal, généralement dur).
- Un lit est une couche de faible épaisseur. Les termes de niveau, assise, horizon sont également utilisés. Sur la carte géologique ou géomorphologique, on nomme couche, les ensembles sédimentaires représentés sous un même figuré (voir légende et notice et de la carte). La couche - l'affleurement - est imprimée dans une même couleur (conventionnelle et généralement identique sur les cartes voisines) et désignée par la même notation[2].
- Par extension, la « strate géologique » correspond à chacune des couches de matériaux qui constituent un terrain, spécialement sédimentaire mais pas seulement.
- On parle de la puissance d'une strate : c'est la plus petite dimension de celle-ci (supposée plane). Si la couche est horizontale, elle est égale à l'épaisseur.
- Le sommet d'une strate est appelé toit et la base est appelé mur.
- L'espace éventuel ou la limite entre deux strates superposées est appelé interstrate.

## Indicateurs géologiques
L'épaisseur, la forme et la nature des strates empilées les unes au-dessus des autres sont des indices de l'action des forces de la nature (compression, contraction, enfoncement, affleurement, etc.).
L'agitation du milieu marin (liée à plusieurs facteurs, profondeur d'eau, courantologie) permet aux géologues de distinguer deux types de dépôts sédimentaires :  « les « dépôts particulaires » ou « gravitaires » ou encore « de décantation », mis en place en milieu calme par simple accumulation de particules légères en suspension, tombées sur le fond de la mer sous forme de « pluie » lente et plus ou moins continue (argiles et « boues » calcaires). ; les « dépôts granulaires » ou « tractifs », constitués de sédiments plus grossiers et plus lourds, mobilisés et distribués en milieu plus ou moins agité par les vagues et les courants sous-marins. Ces dépôts montrent des « structures sédimentaires » (on dit aussi « faciès de dépôt ») aussi nombreuses que variées. Ce polymorphisme faciologique est dû à la variation de la vitesse et de la nature, et donc du mode d'action des courants qui circulent sur le fond ».
Certaines couches homogènes peuvent représenter des centaines de milliers de kilomètres carrés de la surface de la Terre.
Visuellement, on peut souvent distinguer des couches par des couleurs, textures et grains différents, notamment au niveau des flancs de falaises, des ruptures de chemins et autre tranchées, des carrières, etc.
L'épaisseur des couches varie fortement, de quelques millimètres à un kilomètre ou plus. Elle est un indice du temps géologique qui a été nécessaire à l'accumulation d'un matériau.
Chacune d'entre elles se distingue par un mode spécifique de dépôt (du dépôt sédimentaire, éventuellement déformé par les plissements, à la coulée de lave).
Les géologues étudient les couches de roches et les catégorisent selon leurs composantes.
Chaque couche ainsi distinguée est généralement rapprochée d'une formation géologique caractéristique, dite stratotype de référence, qui porte le nom d'une ville, d'une rivière, d'une montagne ou encore d'une région où la formation a été exposée pour la première fois et reste visible.
L'étude géophysique et chimique de ces couches, ainsi que des fossiles qu'elles renferment éventuellement permettent de les dater et de proposer des hypothèses d'histoire du paysage.
Les formations sont souvent classées en groupes, eux-mêmes parfois regroupés en séries.
La strate est l'unité de base de la stratigraphie.

## Archéologie, paléontologie
La détermination des taxons fossiles présents dans les différents niveaux géologiques ont permis les premiers classements et datations relatives de ces couches (stratigraphie).
La datation des couches récentes- fin Tertiaire et Quaternaire - dans lesquelles sont découvertes les restes d'humains ou d'activité humaines sont un des moyens de dater les découvertes des archéologues, de même en paléontologie. Les études isotopiques, physiques et chimiques permettent des datations de plus en plus précises.

## Protection et valorisation du patrimoine géologique
Dans plusieurs pays, dont en France, patrimoines géologique et/ou archéopaléontologique peuvent être protégés par la loi, soit au titre des paysages ou sites classés, soit via le droit de l'environnement, en les classant en réserve naturelle. Certains acteurs (ex. : région Nord-Pas-de-Calais, avec le conservatoire d'espaces naturels du Nord et du Pas-de-Calais) ont produit des inventaires ou « Atlas des sites géologiques remarquables » pour permettre aux enseignants, professionnels et curieux de la géologie de mieux profiter de ce patrimoine (Voir travaux du Muséum national d'histoire naturelle de Paris).